# Nephelolychnis eos
Nephelolychnis eos is een vlinder uit de familie van de grasmotten (Crambidae). De wetenschappelijke naam van deze soort is voor het eerst voorgesteld als Syngamia eos door Herbert Druce in een publicatie uit 1902.
De soort komt voor in Kameroen, Congo-Kinshasa, Zambia en Madagaskar.